# Den sjungande revolutionen
Den sjungande revolutionen kallas de händelser mellan 1987 och 1991 som ledde till återupprättandet av Estland, Lettland och Litauen som oberoende stater. Uttrycket myntades av den estniske konstnären och aktivisten Heinz Valk i en artikel som publicerades en vecka efter den sjungande massdemonstrationen som ägde rum på Sångarfältet i Tallinn den 10–11 juni 1988.

## Bakgrund
Efter andra världskriget inkorporerades de baltiska staterna med Sovjetunionen efter en militär intervention 1940. Michail Gorbatjov introducerade glasnost (öppenhet) och perestrojka (ombyggnad) 1985 med syftet att stimulera den misslyckade sovjetiska ekonomin och uppmuntra till produktivitet, särskild inom områdena konsumtionsvaror, kooperativa företag och tjänstesektorn. Glasnost upphävde begränsningarna av den politiska friheten i Sovjetunionen vilket ledde till problem i de icke-ryska sovjetiska delstater som först ockuperats under andra världskriget och sedan införlivats i Sovjetunionen. Till detta kom att förnödenheter som tidigare undanhållits allmänheten nu tilläts av Moskvas styrande orsakade missnöje i de baltiska staterna. Kombinerat med Sovjets krig i Afghanistan och Tjernobylkatastrofen luftades allmänna klagomål på ett explosivt och politiskt avgörande sätt. Möjligheten att emigrera till stater i väst, informella kontakter med Finland, möjligheten att, särskilt i Estland, se finländsk TV som visade den västerländska livsstilen bidrog till ett vitt spritt missnöje med det socialistiska systemet och provocerade fram massdemonstrationer samtidigt som förtrycket av dissidenter, nationalister, religiösa rörelser och vanliga konsumenter lättade avsevärt mot slutet av 1980-talet.
Massiva demonstrationer mot sovjetregimen inleddes efter dess liberalisering av synen på den nationella självkänslan. Moskva hoppades att de ickeryska republikerna skulle stanna kvar i unionen trots att man tagit bort restriktionerna som gällde yttrandefrihet och nationella symboler såsom de nationsflaggor som fanns före 1940.
Situationen förvärrades emellertid genom att det 1989 inleddes kampanjer vars syfte var att helt befria nationerna från Sovjetunionen.

## Estland
Den 14 maj 1988 kom de första nationella känslorna till uttryck vid en popmusikfestival i Tartu då ”fem patriotiska sånger” framfördes. Åskådarna fattade varandra händer och därmed var en tradition skapad.
I juni samma år hölls Gamla stan-festivalen i Tallinn och efter den officiella delen av festivalen begav sig deltagarna till Sångarfältet och sjöng fosterländska sånger.
Den 26-28 augusti hölls en sommarrockfestival och då framfördes patriotiska sånger komponerade av Alo Mattiisen.
Den 11 september ägde en stor sångfestival rum på Sångarfältet. Denna gång kom närmare 300 000 personer, mer än en fjärdedel av alla estländare. Vid detta tillfälle deltog politiska ledare aktivt och för första gången restes krav på återinförande av självständighet.
Den 16 november presenterade Estlands lagstiftande församling en självständighetsförklaring.
Den sjungande revolutionen varade i över fyra år med olika protester och missnöjesyttringar. När sovjetiska stridsvagnar 1991 försökte stoppa frigörelseprocessen utropade Estlands högsta sovjet den självständiga staten Estland och bestred Sovjetunionens lagliga rätt till territoriet. Folket agerade som mänskliga sköldar för att skydda radio- och tv-stationer från sovjetiska stridsvagnar. På detta sätt återtog Estland sin självständighet utan någon blodspillan.
Självständigheten utropades sent på kvällen den 20 augusti 1991 sedan en överenskommelse mellan olika politiska grupperingar nåtts. Morgonen därpå försökte sovjetisk militär storma tv-tornet i Tallinn, men lyckades inte. De kommunistiska hökarnas försök till statskupp misslyckades mitt under pågående prodemokratiska demonstrationer i Moskva ledda av Boris Jeltsin.

## Lettland
När Michail Gorbatjov införde glasnost och perestrojka ledde aversionen mot Sovjetregimen till det så kallade ”tredje lettiska nationalistiska uppvaknandet” som nådde sin höjdpunkt i mitten av 1988.
Under den andra hälften av 80-talet börjades perestrojkaprocessen i Sovjetunionen, ledd av Michail Gorbatjov. Proteströrelserna som hade dämpats under 80-talets första hälft tog ny fart 1986.
1986 kom det till allmänhetens kännedom att Sovjetunionen planerade att bygga ytterligare ett vattenkraftverk i Lettlands största flod Daugava och att ett beslut fattats att anlägga en tunnelbana i Riga. Båda dessa projekt, beslutade i Moskva, kunde ha lett till ödeläggelse av det lettiska landskapet och Lettlands kulturella och historiska arv. I pressen uppmanade journalister allmänheten att protestera mot besluten. Folket reagerade omedelbart och som en motreaktion bildades Miljöskyddsföreningen den 28 februari 1987. Under 80-talets senare hälft kom föreningen att bli den mest inflytelserika massrörelsen i regionen och den började ställa krav på återupprättande av Lettlands självständighet.
Den 14 juni 1987, på årsdagen av 1941 års deportationer, uppmanade en nybildad Helsingfors-kommitté, Helsinki-86, människor att placera ut blommor vid Frihetsmonumentet i Riga, Lettlands självständighetssymbol som rests 1935. Detta var en händelse utan motstycke och den demonstrerade pånyttfödelsen av nationell självkänsla i Lettland.
Den 1 och 2 juni höll lettiska författarförbundet kongress under vilken det bland annat diskuterades demokratisering av samhället, Lettlands ekonomiska suveränitet, stopp för immigration från Sovjetunionen, omvandlingen av den lettiska industrin och lettiska språklagar. Vid konferensen tillkännagavs för första gången i efterkrigets Lettland protokollet från Molotov-Ribbentroppakten som avgjorde Lettlands öde efter 1939.
Författarförbundets kongress rörde upp den allmänna opinionen och gav nytt bränsle åt processen om nationell pånyttfödelse.
Under sommaren 1988 började de två viktigaste organisationerna i frigörelseprocessen – Lettiska folkfronten och Lettiska rörelsen för nationellt oberoende – att samla sig. Strax efteråt uppmanade den mer radikalt benägna Folkkongressen till totalt motstånd mot sovjetregimens representanter. Alla dessa organisationer hade ett gemensamt mål: återskapandet av demokrati och självständighet.
Den 7 oktober 1988 krävde massdemonstrationer Lettlands självständighet och upprättande av en reguljär rättsordning. Den 8 och 9 oktober höll Folkfronten kongress. organisationen som hade 200 000 medlemmar kom att bli den viktigaste aktören i arbetet för självständighet.
Den 23 augusti 1989, på 50-årsdagen av Molotov-Ribbentroppakten, arrangerade Folkfronten i de tre baltiska länderna en gigantisk enighetsdemonstration – den baltiska kedjan – en 60 mil lång mänsklig kedja från Tallinn i norr, genom Riga till Vilnius i söder, som uttryckte folkens krav på oberoende från Sovjetunionen.
Vid de nya valen till Lettlands högsta sovjet den 18 mars 1990 segrade anhängarna till självständighet och den 4 maj antog Lettlands högsta sovjet en motion – den lettiska självständighetsdeklarationen – som uppmanade till återuppbyggnaden av mellankrigets Lettland och 1922 års konstitution.
I januari 1991 försökte emellertid prokommunistiska krafter återge Sovjet makten. Med våld gjordes försök att störta den nya församlingen. Lettiska demonstranter lyckades hindra de sovjetiska trupperna från att återta strategiska positioner och dessa dagar kallas ”Dagarna på barrikaderna”. Efter den misslyckade statskuppen i Moskva förklarade Lettlands högsta sovjet den 21 augusti Lettlands självständighet och att författningen från före 1940 åter antogs.

## Litauen
Under perioden 1988-1990 samlades tusentals personer regelbundet på många platser över hela Litauen och sjöng psalmer och fosterländska sånger. Populära sångare sjöng sånger av poeter som Bernardas Brazdžionis och Justinas Marcinkevičius.
Den 3 juni 1988 bildades Sąjūdis som var en organisation var syfte var demokrati och självständighet för Litauen.
Oppositionen mot regimen kulminerade då katedralen i Vilnius, som tidigare använts som konstmuseum, återlämnades till Katolska kyrkan. Detta följdes av ett gradvis restaurerande av andra nationalsymboler som till exempel olika självständighetsmonument runt om i landet. Nationalsången Tautiska Giesme och Litauens flagga legaliserades åter den 18 november 1988 och ersatte de tidigare sovjetiska varianterna.
Fem decennier efter den sovjetiska ockupationen blev Litauen den första republiken som förklarade sin självständighet den 11 mars 1990.
Den sovjetiska armén reagerade brutalt. Den 13 januari 1991 dödades 14 fredliga demonstranter och hundratals skadades då de försvarade tv-tornet i Vilnius mot de sovjetiska trupperna. Den 13 januari kom att kallas den blodiga söndagen. Modet och sammanhållningen hos befolkningen som bildade kedja, arm i arm, och sjöng då de mötte de sovjetiska stridsvagnarna, förhindrade ett blodbad och visade omvärlden att medborgarna var beredda att försvara det nationella oberoendet.
Det internationella samfundet erkände Litauens självständighet efter den misslyckade kuppen i Moskva i augusti 1991.